# Nimet Karakuş
Nimet Karakuş (* 23. Januar 1993 in Korkuteli) ist eine ehemalige türkische Leichtathletin, die sich auf den Sprint spezialisiert hat.

## Sportliche Laufbahn
Erste Erfahrungen bei internationalen Meisterschaften sammelte Nimet Karakuş im Jahr 2009, als sie bei den Jugendweltmeisterschaften in Brixen mit 12,09 s im Viertelfinale im 100-Meter-Lauf ausschied und schied über 200 Meter mit 24,63 s im Halbfinale aus. Zudem verpasste sie mit der türkischen Sprintstaffel (1000 Meter) mit 2:18,00 min den Finaleinzug. Anschließend belegte sie beim Europäischen Olympischen Jugendfestival (EYOF) in Tampere in 12,36 s den achten Platz über 100 Meter und schied im 200-Meter-Lauf mit 25,24 s in der Vorrunde aus. Zudem verpasste sie mit der 4-mal-100-Meter-Staffel mit 48,86 s den Finaleinzug. Daraufhin belegte sie bei den Balkan-Juniorenmeisterschaften in Schimatari in 25,14 s den vierten Platz im B-Lauf über 200 Meter und wurde im B-Lauf über 100 Meter in 12,36 s Zweiter. Zudem belegte sie mit der 4-mal-400-Meter-Staffel in 4:03,63 min den sechsten Platz. Im Jahr darauf schied sie bei den Juniorenweltmeisterschaften in Moncton mit 12,33 s im Vorlauf über 100 Meter aus und schied über 200 Meter mit 24,36 s im Semifinale aus. Anschließend gewann sie bei den Balkan-Jugendmeisterschaften in Edirne in 12,25 s die Silbermedaille. 2011 belegte sie bei den Junioreneuropameisterschaften in Tallinn in 11,53 s den vierten Platz über 100 Meter und gelangte auch über 200 Meter mit 23,57 s auf Rang vier. Im Jahr darauf siegte sie bei den Balkan-Juniorenmeisterschaften in Eskişehir in 11,33 s und 24,35 s über 100 und 200 Meter und anschließend schied sie bei den Europameisterschaften in Helsinki mit 11,61 s im Semifinale über 100 Meter aus und ging im Halbfinale über 200 Meter nicht mehr an den Start. Daraufhin gewann sie bei den Juniorenweltmeisterschaften in Barcelona in 11,36 s die Silbermedaille über 100 Meter und wurde im Halbfinale über 200 Meter disqualifiziert. Zudem nahm sie im August über 100 Meter an den Olympischen Sommerspielen in London teil und schied dort mit 11,62 s in der ersten Runde aus.
2013 gewann sie bei den Mittelmeerspielen in Mersin in 23,40 s die Bronzemedaille über 200 Meter hinter der Zyprerin Eleni Artymata und Libania Grenot aus Italien. Anschließend gewann sie bei den Islamic Solidarity Games in Palembang in 12,11 s die Silbermedaille über 100 Meter hinter der Iranerin Maryam Tousi und kam über 200 Meter nicht ins Ziel. Im Jahr darauf gewann sie bei den erstmals ausgetragenen U23-Mittelmeer-Meisterschaften in Aubagne in 11,91 s die Bronzemedaille über 100 Meter hinter der Französin Stella Akakpo und Irene Siragusa aus Italien und belegte über 200 Meter in 24,68 s den sechsten Platz. Anschließend belegte sie bei den Balkan-Meisterschaften in Pitești in 12,01 s den vierten Platz über 100 Meter und gelangte mit der 4-mal-100-Meter-Staffel mit 48,42 s auf Rang sechs. Daraufhin kam sie bei den Europameisterschaften in Zürich mit 25,31 s nicht über die erste Runde über 200 Meter hinaus. 2015 schied sie bei den Halleneuropameisterschaften in Prag mit 7,60 s in der Vorrunde im 60-Meter-Lauf aus und im August gelangte sie bei den Balkan-Meisterschaften in Pitești mit 12,10 s auf Rang fünf über 100 Meter. Zudem wurde sie über 200 Meter in 24,98 s Erste im C-Lauf und belegte mit der Staffel in 47,19 s den vierten Platz. 2017 wurde sie bei den Balkan-Hallenmeisterschaften in Belgrad in 7,75 s Fünfte im B-Lauf über 60 Meter. Im Mai belegte sie bei den Islamic Solidarity Games in Baku in 11,87 s den sechsten Platz über 100 Meter und schied über 200 Meter mit 24,40 s im Halbfinale aus. Zudem kam sie im Staffelbewerb nicht ins Ziel. Im selben Jahr beendete sie dann ihre aktive sportliche Karriere im Alter von 24 Jahren.
In den Jahren 2011 und von 2013 bis 2015 wurde Karakuş türkische Meisterin im 100-Meter-Lauf sowie 2011, 2013 und 2014 auch über 200 Meter. Zudem wurde sie 2015 und 2017 Hallenmeisterin über 60 Meter.

## Persönliche Bestzeiten
- 100 Meter: 11,33 s, 23. Juni 2012 in Eskişehir (türkischer U20-Rekord)
  - 60 Meter (Halle): 7,50 s, 14. Februar 2015 in Istanbul
- 200 Meter: 23,40 s (−1,8 m/s), 26. Juni 2013 in Mersin